# Зенитная управляемая ракета
Зенитная управляемая ракета (ЗУР) — ракета класса «поверхность-воздух» («земля-воздух»), входящая в состав зенитного ракетного комплекса, предназначенная для поражения различных воздушных целей.

## Классификация
Ракеты различаются по типу базирования, дальности и высоте поражения, максимальной скорости поражаемых целей, принципам запуска. Существуют ракеты на жидкостных и твердотопливных двигателях.
По управлению:
- радиокомандное управление
- наведение по радиолучу
- самонаведение
- комбинированная схема управления

По компоновке (аэродинамической схеме):
- нормальная (стабилизаторы впереди, рули сзади) и её подвид — бесхвостка (стабилизатор «сросся» с рулём)
- утка (рули впереди, стабилизаторы сзади)
- несущий конус (конический фюзеляж с рулями в задней части)

Зенитные ракеты могут применяться как в стационарных, так и в мобильных и переносных ракетных комплексах.

## Устройство
Зенитная управляемая ракета состоит из
- Планера, в состав которого входят фюзеляж и оперение (рули и стабилизаторы)
- Двигателя
- Автопилота
- Гироприборов
- Источников пневмо- и электропитания
- Аппаратуры наведения или приёма радиокоманд
- Контактных и неконтактных взрывателей
- Боевой части (осколочно-фугасной или специальной)

## История

### Первые опыты
Первая попытка создать управляемый дистанционно снаряд для поражения воздушных целей была предпринята в Великобритании Арчибальдом Лоу. Его «воздушная цель» (Aerial Target Архивная копия от 12 мая 2013 на Wayback Machine), названная так для введения в заблуждение немецкой разведки, представляла собой радиокомандно управляемый винтовой аппарат с поршневым двигателем ABC Gnat. Снаряд предназначался для уничтожения цеппелинов и тяжёлых германских бомбардировщиков. После двух неудачных запусков в 1917 году программа была закрыта из-за малого интереса к ней командования ВВС.
В 1935 году Сергей Королёв предложил идею зенитной ракеты «217», наводящейся по лучу прожектора при помощи фотоэлементов. Работы над снарядом велись некоторое время до стадии отработки.
Первыми в мире зенитными управляемыми ракетами были создаваемые с 1943 года в нацистской Германии ракеты «Рейнтохтер», Hs-117 «Шметтерлинг» и «Вассерфаль» (последняя к началу 1945 года была испытана и готова к запуску в серийное производство, которое так и не началось).
В 1944 году, столкнувшись с угрозой со стороны японских камикадзе, ВМФ США инициировал разработку зенитных управляемых снарядов, предназначенных для защиты кораблей. Были запущены два проекта — дальнобойная зенитная ракета Lark и более простая KAN. Ни одна из них не успела принять участия в боевых действиях. Разработка Lark продолжалась до 1950 года, и хотя ракета успешно прошла испытания, она была сочтена слишком устаревшей и никогда не устанавливалась на корабли.
В Великобритании с аналогичными целями разрабатывали зенитные управляемые снаряды Brakemine и Stooge, также не завершённые в связи с окончанием военных действий.

### Первые ракеты на вооружении
Первоначально, послевоенные разработки уделяли значительное внимание германскому техническому опыту.
В Советском Союзе по постановлению СМ СССР с 1946 года велись работы по воспроизводству и развитию целого ряда немецких зенитных ракет, как управляемых, так и неуправляемых: «Вассерфаль», «Рейнтохтер», «Шметтерлинг», «Тайфун» и других. Так немецкая «Вассерфаль», после некоторой доработки, получила индекс Р-101, её разрабатывал НИИ-88, однако, из высокой загруженности тематикой баллистических ракет дальнего действия, работы по ней продвигались медленно, а понимание важности системы боевого управления в тот период ещё отсутствовало. После серий испытаний, которые выявили недостатки в ручной системе наведения, было принято решение о прекращении модернизации трофейной ракеты.
В начале 1950-х принимается решение о начале разработки системы ПВО Москвы, которая должна была обладать возможностью отражения массированного налёта авиации противника с участием до 1200 самолётов. Разработчиками советского зенитного ракетного комплекса по проекту «Беркут» (главные конструктора Куксенко, Берия и заместитель главного конструктора Расплетин), в итоге была создана С-25 (принята на вооружение в 1955 году). Чрезвычайно эффективный для своего времени, комплекс оказался очень сложным и дорогим, и развёртывался только вокруг Москвы (2 кольца ПВО, 2000 км подъездных путей, 56 стартовых позиций многоканальных ЗРК и соответственно, 56 зенитных ракетных полков). От дальнейшего развёртывания системы отказались по экономическим причинам. Первым широко развёртываемым советским зенитно-ракетным комплексом стал С-75.
В США сразу после войны существовали де-факто три независимые программы разработки зенитных ракет: армейская программа «Nike», программа ВВС США SAM-A-1 GAPA и флотская программа «Bumblebee». Американские инженеры также предприняли попытку создания зенитной ракеты на базе германской «Вассерфаль» в рамках программы «Гермес», но отказались от этой идеи ещё на ранней стадии проработки.
Первой зенитной ракетой, созданной в США, была MIM-3 Nike Ajax, разработанная армией США. Ракета имела определённое техническое сходство с С-25, но комплекс «Nike-Ajax» был гораздо проще советского аналога. В то же время, MIM-3 Nike Ajax был гораздо дешевле С-25, и, принятый на вооружение в 1953, разворачивался в огромных количествах для прикрытия городов и военных баз на территории США. Всего к 1958 году было развёрнуто более 200 батарей MIM-3 Nike Ajax.
Третьей страной, развернувшей в 1950-х собственные ЗРК, была Великобритания. В 1958 году, Королевские военно-воздушные силы Великобритании приняли на вооружение дальнобойный ЗРК Bristol Bloodhound. Британские ЗРК существенно отличались от ранних советских и американских аналогов.
Помимо США, СССР и Великобритании, собственный ЗРК в начале 1950-х создала Швейцария. Разработанный ею комплекс Oerlikon RSC-51 поступил на вооружение в 1951 году и стал первым коммерчески доступным ЗРК в мире (хотя его закупки в основном предпринимались с исследовательскими целями). Комплекс никогда не участвовал в боевых действиях, но послужил основной для развития ракетостроения в Италии и Японии, закупивших его в 1950-х.
В это же время были созданы и первые ЗРК морского базирования. В 1956 году американский флот принял на вооружение ЗРК RIM-2 Terrier средней дальности, предназначенный для защиты кораблей от крылатых ракет и бомбардировщиков-торпедоносцев.

### ЗУР второго поколения
В конце 1950-х — начале 1960-х, развитие реактивной военной авиации и крылатых ракет привело к широкому развитию ЗРК. Появление летательных аппаратов, двигающихся быстрее скорости звука, окончательно отодвинуло на второй план тяжёлую ствольную зенитную артиллерию. В свою очередь, совершенствование ядерных боевых частей и уменьшение их массо-габаритных характеристик позволило оснащать ими зенитные ракеты. Радиус поражения ядерного заряда эффективно компенсировал любую мыслимую ошибку наведения ракеты, позволяя поразить и разрушить самолёт противника даже при сильном промахе.
В 1958 году США приняли на вооружение первый в мире дальнобойный ЗРК MIM-14 Nike-Hercules. Являвшийся развитием MIM-3 Nike Ajax, комплекс имел гораздо большую дальность (до 140 км) и мог оснащаться ядерным зарядом W31 мощностью 2—40 кт (при весе этого заряда более 400 кг). Массово развёртываясь на основе инфраструктуры, созданной для предшествующего комплекса «Аякс», комплекс MIM-14 Nike-Hercules оставался наиболее эффективным ЗРК мира до 1967 года.
В это же время, ВВС США разработали свой собственный, единственный сверхдальнобойный зенитно-ракетный комплекс CIM-10 Bomarc. Ракета представляла собой де-факто беспилотный истребитель-перехватчик с прямоточным двигателем и активным самонаведением. К цели она выводилась с помощью сигналов системы наземных радаров и радиомаяков. Радиус эффективного действия «Бомарка» составлял, в зависимости от модификации, 450—800 км, что делало его наиболее дальнобойным зенитным комплексом когда-либо созданным. «Бомарк» предназначался для эффективного прикрытия территорий Канады и США от пилотируемых бомбардировщиков и крылатых ракет, но в связи с бурным развитием баллистических ракет быстро утратил своё значение.
Советский Союз в 1957 году принял на вооружение свой первый массовый зенитно-ракетный комплекс С-75, примерно аналогичный по характеристикам MIM-3 Nike Ajax, но более мобильный и адаптированный для передового развёртывания. Система С-75 производилась в больших количествах, став основой ПВО как территории страны, так и войск СССР. Комплекс наиболее широко за всю историю ЗРК поставлялся на экспорт, став основой систем ПВО более чем в 40 странах, успешно применялся в военных действиях во Вьетнаме.
Большие габариты ядерных боевых частей того времени препятствовали вооружению ими зенитных ракет. Первый советский ЗРК большой дальности С-200, имевший радиус действия до 240 км и способный нести ядерный заряд, появился лишь в 1967 году. На протяжении 1970-х, ЗРК С-200 являлся наиболее дальнобойной и эффективной системой ПВО в мире.
К началу 1960-х стало ясно, что существующие ЗРК имеют ряд тактических недостатков: низкая мобильность и неспособность поражать цели на малых высотах. Появление сверхзвуковых самолётов поля боя, подобных Су-7 и Republic F-105 Thunderchief сделало обычную зенитную артиллерию недостаточно эффективным средством защиты.
В 1959—1962 годах, были созданы первые зенитные ракетные комплексы, предназначенные для передового прикрытия войск и борьбы с низколетящими целями: американский MIM-23 Hawk 1959 года, и советский С-125 1961 года.
Активно развивались и системы ПВО военно-морского флота. В 1958 году, ВМФ США впервые принял на вооружение дальнобойный морской ЗРК RIM-8 Talos. Ракета дальностью от 90 до 150 км предназначалась для противостояния массированным налётам морской ракетоносной авиации, и могла нести ядерный заряд. Ввиду чрезвычайной стоимости и огромных габаритов комплекса, он развёртывался сравнительно ограниченно, в основном на перестроенных крейсерах времён Второй мировой (единственным специально построенным под «Талос» носителем стал атомный ракетный крейсер USS Long Beach).
Основным ЗРК ВМФ США оставался активно модернизируемый RIM-2 Terrier, возможности и дальность которого были сильно увеличены, включая создание модификаций ЗУР с ядерными боевыми частями. В 1958 году также был разработан ЗРК малого радиуса действия RIM-24 Tartar, предназначенный для вооружения небольших кораблей.
Программа разработки ЗРК для защиты советских кораблей от авиации была начата в 1955 году, к разработке предлагались ЗРК ближнего, среднего, большого радиуса действия и ЗРК непосредственной защиты корабля. Первым советский зенитно-ракетный комплекс ВМФ созданным в рамках этой программы стал ЗРК M-1 «Волна», который появился в 1962 году. Комплекс представлял собой морскую версию ЗРК С-125, использовавшую те же ракеты. Его точность и эффективность была достаточно высока, но в то же время комплекс имел ряд недостатков, связанных с необходимостью приспосабливать к морским условиям наземную ракету: малый радиус действия (первоначально только 12 км) и низкая огневая производительность.
Попытка СССР разработать более дальнобойный комплекс М-2 «Волхов» на базе С-75 оказалась безуспешной — несмотря на эффективность самой ракеты В-753, ограничения, вызванные значительными габаритами исходной ракеты, применением на маршевой ступени ЗУР жидкостного двигателя и низкой огневой производительности комплекса, привели к остановке развития этого проекта.
В начале 1960-х свои собственные морские ЗРК создала также Великобритания. Принятый на вооружение в 1961 году Sea Slug оказался недостаточно эффективным, и к концу 1960-х годов ВМФ Великобритании разработал ему на смену значительно более совершенный ЗРК Sea Dart, способный поражать самолёты на расстоянии до 75—150 км. В это же время, в Великобритании был создан первый в мире ЗРК ближней самообороны Sea Cat, активно поставлявшийся на экспорт ввиду своей высочайшей надёжности и сравнительно малых габаритов.